# Lepidodactylus yami
Lepidodactylus yami är en ödleart som beskrevs av  Hidetoshi Ota 1987. Lepidodactylus yami ingår i släktet Lepidodactylus och familjen geckoödlor. Inga underarter finns listade i Catalogue of Life.